# Weihmichl
Weihmichl – miejscowość i gmina w Niemczech, w kraju związkowym Bawaria, w rejencji Dolna Bawaria, w regionie Landshut, w powiecie Landshut, wchodzi w skład wspólnoty administracyjnej Furth. Leży około 12 km na północny zachód od Landshut, przy drodze B299 i linii kolejowej Landshut – Rottenburg an der Laaber.